# Perrine Pelen
Perrine Pelen (n. 3 iulie 1960, Boulogne-Billancourt, Franța) este o schioară retrasă care a câștigat 3 medalii olimpice (1 de argint și 2 de bronz), 1 titlu mondial (3 medalii în total), 1 Cupă Mondială la disciplina slalom și 15 victorii la Cupa Mondială. la schi alpin (cu un total de 43 de podiumuri).
Perrine Pelen a absolvit HEC Paris în 1988.